# Karl Wieseler
Karl Georg Wieseler, född den 26 februari 1813 i Altencelle, Hannover, död den 11 mars 1883, var en tysk protestantisk teolog, bror till Friedrich Wieseler.
Wieseler kallades till ordinarie professor i exegetik 1851 i Kiel och 1863 i Greifswald. År 1870 utnämndes han till konsistorialråd samt medlem av pommerska konsistoriet i Stettin. Han förvärfvade sig ett namn särskilt genom sina biblisk-kronologiska detaljundersökningar på det nytestamentliga området.
Bland Wieselers många hithörande skrifter märks Die chronologische Synopsis der Evangelien (1843), Chronologie des apostolischen Zeitalters (1848), Geschichte des Bekenntnissstandes der lutherischen Kirche Pommerns (1870) och Zur Geschichte der neutestamentlichen Schrift und des Urchristentums (1880).